# Венуцій
Венуцій (*д/н —біля 70) — правитель бригантської конфедерації у 43-57 та 69 роках, тривалий час боровся з римлянами та їх ставлениками на півночі Британії.

## Життєпис
Походив з роду вождів бритського племені карветіїв, що входила до бригантської конфедерації. Про батьків Венуція нічого невідомо. Саме ім'я Венуція свідчить про романизацію імені подальшими римськими істориками. Близько 43 року він одружився з Картімандуєю, володаркою племені бригантів. Це відбулося для зміцнення сил північних бритів. Напевне Венуцій зумів завоювати авторитет у знаті та простолюдинів.
Тривалий час він разом із дружиною підтримували римлян. У 48 році римський військовик Публій Осторій Скапула завдав низку поразок військам Каратака, змусивши останнього відступати вглиб острова. Після цього Картімандуя визнала свою залежність від Риму та встановили союзницькі стосунки із скапулою. У 50 році Каратак втік до бригантів. Тут він став умовляти почати війну проти римлян. Втім Венуцій та Картімандуя наказали закувати Каратака та видали його Публію Осторію Скапулі.
У 57 році Картімандуя розлучилася з Венуцієм та одружилася із вояком Веллокатом. Ображений Венуцій зібрав війська й розпочав війну проти Картімандуї. На допомогу їй прийшов римський намісник Авл Дідій Галл, який розбив Венуція й змусив тікати. Остаточну поразку йому завдав Цезій Назіка. Після цих подій Картімандуя спокійно володарювала до 69 року, коли у Римі почалася боротьба за владу й змінилося кілька імператорів. Скориставшись цим Венуцій знову напав на Картімандую й змусив її втікати до військового табору римлян. Проте Венуцій зазнав поразки від римлян після сходження на трон Веспасіана. Ймовірно загинув у 69 або 70 році.